# Обстріли Нижньосироватської сільської громади
Обстріли Нижньосироватської сільської громади — серія обстрілів та авіаударів російськими військами території села Нижньосироватка та населених пунктів Нижньосироватської сільської громади Сумського району Сумської області в ході повномасштабного російського вторгнення в Україну.

## 2024

### 30 серпня
Ворог здійснив ракетний удар по громаді (1 вибух).